# Sušica (montagne)
Pour les articles homonymes, voir Sušica.
La Sušica (en serbe cyrillique : Сушица) est une montagne de l'est de la Bosnie-Herzégovine. Elle est située dans les Alpes dinariques.